# Габріела фон Габсбурґ
Габріела фон Габсбург (нім. Gabriela von Habsburg), повне ім'я Габріела Марія Шарлотта Фелісія Єлизавета Антонія Габсбург-Лотаринзька (14 жовтня 1956) — австрійська ерцгерцогиня з династії Габсбургів, донька титулярного імператора Австро-Угорщини Отто та принцеси Регіни Саксен-Майнінгенської; скульпторка, громадська діячка, посолка Грузії в Німеччині з 2009 по 2013.

## Біографія
Габріела фон Габсбурґ народились 14 жовтня 1955 у місті Люксембург у родині титулярного імператора Австрії, короля Угорщини, Хорватії, Богемії, Галичини та Волині Отто Габсбурга та його дружини Регіни Саксен-Майнінгенської. Старша сестра Карла та Георга фон Габсбургів.
Четверта дитина в родині, всього в сім'ї народилось 7 дітей. Повне ім'я Габриела Марія Шарлотта Фелісія Елізабета Антонія; згідно зі свідоцтвом про народження її прізвище — «Австро-Угорщина» (von Österreich-Ungarn).
Росла у вигнанні (Австрія позбавила Габсбурґів громадянства) на Віллі Австрія у місті Пеккінг, Баварія. Після закінчення школи в 1976 році вивчав філософію протягом двох років у Людвіг-Максиміліанському університеті Мюнхена. З 1978 по 1982 рр. вивчала мистецтво та архітектуру в Мюнхенській академії мистецтв.
З 2001 року професор мистецтв в Академії мистецтв у Тбілісі (Грузія), також викладала в Літній академії мистецтв у Нойбург-ан-дер-Донау, Німеччина.
2007 року набула громадянство Грузії. У листопаді 2009 року президент М. Саакашвілі призначив її послом Грузії в Німеччині. З березня 2010 року Габріела фон Габсбурґ представляла Грузію в Міжнародній раді Австрійської служби за кордоном.
Звільнена з посади посла Грузії в січні 2013 року, після зміни уряду в країні в жовтні 2012 року.

## Родина
30 серпня 1978 р. в м. Пеккінг, Баварія, Габріела одружилась цивільно, а 5 вересня 1978 р. взяла церковний шлюб з німецьким адвокатом Крістіаном Мейстером.
1997 року вони розлучилися, також шлюб було скасовано церковно. Габріела була єдиною з 7 дітей імператора Отто фон Габсбурґа, що взяла шлюб з людиною, яка не мала ні титулу, ні аристократичного походження.
Має трьох дітей та чотирьох онуків:
- Северин Мейстер (9 січня 1981 р.) одружений з Марією Крістіною Луна Лоя;
- Люба Мейстер (20 серпня 1983 р.), одружилась з Алістаром Хейвордом 13 липня 2013 р. У них троє дітей:
  - Карл (2014)
  - Філіпа (2016)
  - Тереза (2018)
- Олена Мейстер (7 вересня 1986 р.) одружена з Карлом-Александром фон Тротт цу Сольц, має дитину.